# 西田有沙
西田 有沙（にしだ ありさ、1993年1月8日 - ）は、岐阜県出身の日本のファッションモデル、タレント。かつての所属事務所はエイベックス・マネジメント。

## 略歴
岐阜県岐阜市生まれ。父親が大阪府出身。6歳上の姉がいる。
2008年に名古屋で行われたエイベックス主催の「a-nation」にてスカウトされたことが、デビューのきっかけとなる。
高校在学中の2009年9月に上京。2010年、映画『ラムネ』に出演。同年11月、「2011年東レキャンペーンガール」に選ばれる。会見で「将来の目標は女優」と語る。また、「non-noモデルオーディション2010」では審査員特別賞を受賞し、翌年より「non-no」の専属モデルとなる。
2011年3月より、日本テレビ「PON!」の月曜、木曜担当の「お天気お姉さん」としてレギュラー出演。2012年4月から9月までは重盛さと美にかわり、木曜レギュラーとして島田秀平を中心にこにわと3人で曜日コーナー「お手を拝借! 手相でスッPON!」に出演。同年10月から2013年3月まではこにわ、2013年4月から2014年3月までは土屋巴瑞季とふたりで金曜レギュラーとして曜日コーナーを担当していた。
2013年3月、「non-no」を卒業。
2019年、結婚してスイスで生活していることが判明した。

## 人物
- 愛称「ありっぺ」の名付け親は事務所先輩・宇野実彩子。

## 出演

### 映画
- ラムネ（2010年）
- 桜田門外ノ変（2010年）
- Paradise Kiss（2011年）
- 今日、恋をはじめます（2012年）

### バラエティ番組
- 読モTV（TOKYO MX、2010年6月 - 10月）
- PON!（日本テレビ、2011年3月28日 - 2014年3月28日）
- ブランディア うれしいことふやそう!（日本海テレビ、2011年4月 - 9月）
- 土曜スペシャル　激走！ベロタクシーの旅２　信州アルプス＆名湯ツアー（テレビ東京、2014年6月21日）

### CM
- サントリー『C.C.レモン「料理男子時代篇」』（2010年7月 - ）

### ファッション・ショー
- Girls Award
  - 2010 A/W（2010年9月18日）
  - 2011 S/S（2011年4月29日）
- 東京ガールズコレクション 2011 A/W（2011年9月3日）
- 神戸コレクション
  - 2011 A/W 神戸公演（2011年9月4日）
  - 2011 A/W 東京公演（2011年9月17日）

### ファッション雑誌
- セシール「CUPOP（キューポップ）」（2010年秋冬号）[16][17]
- non-no 専属モデル（集英社、2011年1月 - 2013年3月）

### 舞台
- 舞台 遙かなる時空の中で5（2014年9月24日 - 10月1日) - 八雲 都 役

### その他
- 2011年東レ水着キャンペーンガール
- 2015年アサヒビールイメージガール[18]